# Hystricia micans
Hystricia micans är en tvåvingeart som beskrevs av Wulp 1888. Hystricia micans ingår i släktet Hystricia och familjen parasitflugor.
Artens utbredningsområde är Costa Rica. Inga underarter finns listade i Catalogue of Life.